# Huarmey (tỉnh)
Tỉnh Huarmey (tiếng Tây Ban Nha: Provincia de Huarmey) là một tỉnh thuộc vùng Ancash của Peru. Tỉnh Huarmey có diện tích 3908 km², dân số thời điểm theo điều tra dân số ngày 11 tháng 7 năm 1993 là 23858 người. Tỉnh lỵ đóng ở Huarmey.